# Эпандер

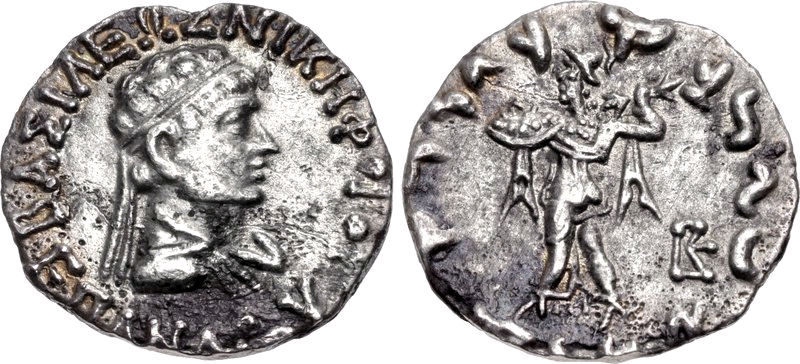
Серебряная монета Эпандера

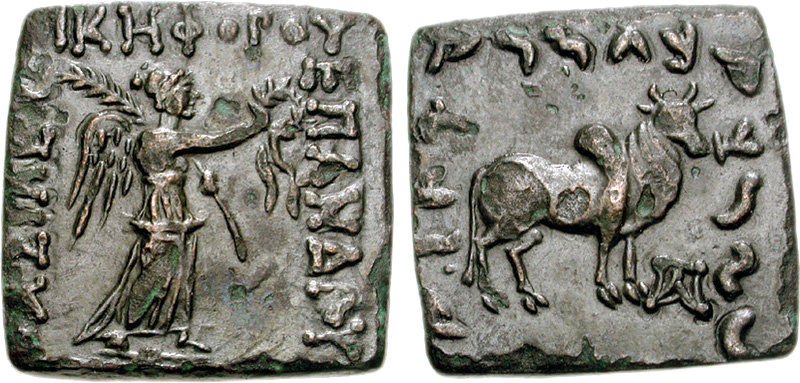
Медная монета Эпандера

Эпандер (др.-греч. Έπανδρος) — индо-греческий царь, правивший, возможно, в I веке до н. э.

Обнаружено небольшое количество нумизматического материала с именем Эпандера. Как отметил Куннингем, невозможно достоверно определить точные границы его владений, но, возможно, речь идёт о верхней части Кабульской равнины. У. Тарн отмечал, что после смерти Антиалкида, его большое царство распалось на несколько частей. И для Гандхары, до вторжения индо-скифского царя Мауэса, известны имена пяти царей, в том числе и Эпандера. Ф. Вайдмэнн считает, что Эпандер враждовал со Стратоном I и был узурпатором, которому так и не удалось завладеть столицей Таксилы. Время правления Эпандера P. Вайтхедд относит ко второй половине второго века до н. э., О. Бопераччи и В. Сейлес — к 95-90 годам до н. э., А. Симонетта — к 85-84 годам до н. э., Р. Сениор — к 80-м годам до н. э., Р. Смит — к 71-68 годам до н. э. По мнению А. Нарайна, Эпандер, как и Поликсен Эпифан Сотер, подчинялся Менандру I. На серебряных монетах Эпандера на реверсе вместе с надписями на кхароштхи обычно изображается богиня Афина, что характерно для Менандра. На медных — крылатая Ника. На аверсе вместе с портретом царя размещены греческие легенды. Но О. Бопераччи, отмечая, что Эпандер, перечеканивая монеты Стратона I, не мог быть современником Менандра, а, несомненно, принадлежал к группе эфемерных правителей, таких как Поликсен, Артемидор Аникет и Никий, правивших на разных территориях в период между царствованиями Филоксена Аникета и Архебия.